# KrOs VII–VIII
Die KrOs VII–VIII waren Schlepptenderlokomotiven der k.k. priv. Krakau-Oberschlesischen Eisenbahn (KrOs). 

## Geschichte
Die beiden Lokomotiven wurden von Borsig in Berlin im Jahr 1849 geliefert. Als 1850 die KrOs verstaatlicht wurde, kamen die beiden Maschinen zur k.k. Östlichen Staatsbahn (ÖStB), die ihnen die Namen PRŻEMYSL und DNJESTR gab.
Im 1858 wurde die ÖStB reprivatisiert, wobei Teile der Strecken an die k.k. priv. Kaiser Ferdinands-Nordbahn (KFNB) und an die Galizische Carl Ludwig-Bahn (CLB) kamen. Der Fahrzeugpark aber ging komplett an die CLB. Die CLB wies den Lokomotiven 1868 die Betriebsnummern 3 und 4 zu. Vermutlich wurden sie 1873 ausgemustert.